# Hyundai Matrix
Hyundai Matrix er en mini-MPV fra Hyundai. Bilen var i produktion fra sommeren 2001 til foråret 2010, og er baseret på Hyundai Elantra.

## Generelt
Bilen med den interne typebetegnelse FC blev første gang præsenteret i april 2001 på Auto Mobil International i Leipzig, og gik i produktion i august måned samme år. Den blev udviklet specielt til Europa og fremstillet i Tyrkiet. Det karakteristiske design med et "trin" i sideruderne blev udviklet af Pininfarina. Kabinen med plads til fem personer er udstyret med et delt fremklappeligt og forskydeligt bagsæde med justerbar ryglænshældning. Den eneste tilgængelige udstyrsvariant, GLS, er som standard udstyret med fire airbags, ABS med elektronisk bremsekraftfordeling, selestrammere og selekraftbegrænsere samt tre højdejusterbare nakkestøtter på bagsædet.
Matrix kom på det danske marked i oktober 2001 som 2002-model med valgmulighed mellem to forskellige benzinmotorer, og fra ultimo januar 2002 også en dieselmotor. Hovedkonkurrenten var Daewoo/Chevrolet Tacuma.
Samtidig med introduktionen af Matrix åbnede Hyundais europæiske firmahovedsæde i Eschborn, som garanterer en optimering af modellerne til Europa, en bedre understøttelse af importørerne og et mere effektivt forsknings- og udviklingsarbejde.
I 2003 kom der en specialmodel med navnet 1.6 GLS Edition+ med blandt andet klimaanlæg, kørecomputer, fjernbetjent centrallåsesystem, 15" alufælge og metallak som standardudstyr. Denne specialmodel var i forhold til en standardmodel med tilsvarende udstyr cirka 1000 € billigere.

## Facelifts
I løbet af sin 9-årige byggeperiode blev Matrix faceliftet to gange.

### Første facelift, 2005
I efteråret 2005 fik Matrix til modelåret 2006 sit første facelift, hvor karrosseriet blev udstyret med en ny våbenformet kølergrill, modificerede frontskørter og nye baglygter. Desuden blev den trecylindrede dieselmotor afløst af en firecylindret med 75 kW (102 hk), som giver Matrix en accelerationstid fra 0 til 100 km/t på 14,3 sekunder og en tophastighed på 164 km/t. Gennemsnitsforbruget ligger på 5,4 liter diesel pr. 100 kilometer, og et åbent partikelfiltersystem kan leveres til eftermontering.
Prisen på dieselmodellen med fire cylindre steg kun en smule i forhold til den trecylindrede forgænger.
- Hyundai Matrix (2005−2008)
- Bagfra

### Andet facelift, 2008
På Geneve Motor Show i marts 2008 blev der præsenteret en igen faceliftet udgave af Matrix.
Frontdesignet matcher de andre tidssvarende Hyundai-modeller som for eksempel i10. Luftindtag, kølergrill og tågeforlygter blev modificeret, og "trinnet" i siderudernes underkant blev tildækket af en sort folie. Desuden blev sidespejlene større og beskyttelseslisten på den bageste kofanger forsvandt. I kabinen kom nye materialer og farvetoner til indsats. Ud over ABS og seks airbags har 2008-udgaven af Matrix også ESP som standardudstyr på sikkerhedssiden. Benzinmotorprogrammet forblev uændret, mens dieselmotoren blev optimeret til 81 kW (110 hk) og udstyret med et åbent partikelfiltersystem.
2008-udgaven af Matrix findes i tre forskellige udstyrsvarianter: Classic (basismodel), Comfort (mellemste udstyrsniveau) og Style (topmodel).
- Hyundai Matrix (2008−2010)
- Bagfra

I marts 2010 blev produktionen af Matrix indstillet. Modellen blev samme efterår afløst af ix20.

## Sikkerhed
Det svenske forsikringsselskab Folksam vurderer flere forskellige bilmodeller ud fra oplysninger fra virkelige ulykker, hvorved risikoen for død eller invaliditet i tilfælde af en ulykke måles. I rapporterne Hur säker är bilen? er/var Hyundai Matrix klassificeret som følger:
- 2019: 20 % dårligere end middelbilen[8]

## Motorer
Benzinmotorprogrammet omfatter en 1,6-litersmotor med 76 kW (103 hk) og en 1,8-litersmotor med 90 kW (122 hk), begge firecylindrede rækkemotorer med 16 ventiler. Desuden findes der en trecylindret commonrail-dieselmotor på 1,5 liter med 60 kW (82 hk), som i 2005 blev afløst af en firecylindret med 75 kW (102 hk), senere 81 kW (110 hk).

### Tekniske data
|                                                | 1.6                             | 1.8                             | 1.5 CRDi                  | 1.5 CRDi                  | 1.5 CRDi                  |
| Byggeår                                        | 2001−2010                       | 2001−2010                       | 2001−2005                 | 2005−2008                 | 2008−2010                 |
| Motordata                                      |                                 |                                 |                           |                           |                           |
| Motortype                                      | R4-benzinmotor                  | R4-benzinmotor                  | R3-dieselmotor            | R4-dieselmotor            | R4-dieselmotor            |
| Antal ventiler pr. cylinder                    | 4                               | 4                               | 4                         | 4                         | 4                         |
| Ventilstyring                                  | DOHC, tandrem                   | DOHC, tandrem                   | OHC, tandrem              | OHC, tandrem              | OHC, tandrem              |
| Fødesystem                                     | Multipoint                      | Multipoint                      | Commonrail                | Commonrail                | Commonrail                |
| Trykladning                                    | –                               | –                               | Turbolader, ladeluftkøler | Turbolader, ladeluftkøler | Turbolader, ladeluftkøler |
| Køling                                         | Vandkøling                      | Vandkøling                      | Vandkøling                | Vandkøling                | Vandkøling                |
| Boring × slaglængde                            | 76,5 × 87,0 mm                  | 82,0 × 85,0 mm                  | 83,0 × 92,0 mm            | 75,0 × 84,5 mm            | 75,0 × 84,5 mm            |
| Slagvolume                                     | 1599 cm³                        | 1795 cm³                        | 1493 cm³                  | 1493 cm³                  | 1493 cm³                  |
| Kompressionsforhold                            | 10,0:1                          | 10,0:1                          | 17,7:1                    | 17,7:1                    | 17,8:1                    |
| Maks. effekt ved omdr./min.                    | 76 kW (103 hk) 5800             | 90 kW (122 hk) 6000             | 60 kW (82 hk) 4000        | 75 kW (102 hk) 4000       | 81 kW (110 hk) 4000       |
| Maks. drejningsmoment ved omdr./min.           | 141 Nm 4500                     | 162 Nm 4500                     | 173 Nm 2000               | 235 Nm 2000               | 235 Nm 1900               |
| Kraftoverførsel                                |                                 |                                 |                           |                           |                           |
| Drivende hjul                                  | Forhjul                         | Forhjul                         | Forhjul                   | Forhjul                   | Forhjul                   |
| Gearkasse (standardudstyr)                     | 5-trins manuel                  | 5-trins manuel                  | 5-trins manuel            | 5-trins manuel            | 5-trins manuel            |
| Gearkasse (ekstraudstyr)                       | 4-trins automatisk              | 4-trins automatisk              | –                         | –                         | –                         |
| Præstationer                                   |                                 |                                 |                           |                           |                           |
| Topfart                                        | 170 km/t (165 km/t)             | 184 km/t (170 km/t)             | 170 km/t                  | 164 km/t                  | 170 km/t                  |
| Acceleration 0-100 km/t                        | 12,7 sek. (14,2 sek.)           | 11,3 sek. (12,7 sek.)           | 17,9 sek.                 | 14,3 sek.                 | 13,9 sek.                 |
| Brændstofforbrug pr. 100 km ved blandet kørsel | 7,3 liter (8,3 liter) Blyfri 95 | 8,3 liter (9,0 liter) Blyfri 95 | 6,0 liter Diesel          | 5,4 liter Diesel          | 5,3 liter Diesel          |

1. ↑  Værdier i parentes gælder for versioner med automatgear

Benzinmotorerne er af fabrikanten godkendt til brug med E10-brændstof.